# 西畴卫矛
西畴卫矛（学名：Euonymus percoriaceus）为卫矛科卫矛属的植物，是中国的特有植物。分布在中国大陆的云南等地，生长于海拔1,500米的地区，多生长于林中，目前尚未由人工引种栽培。